# Chungcheongbuk-do
Chungcheongbuk-do (Chungcheong del Nord) (hangul: 충청북 도, hanja: 忠清北道, romanització revisada: Chungcheongbuk-do, McCune-Reischauer: Ch'ungch'ŏng-pukto) és una província de Corea del Sud, situada al centre del país. Es va formar el 1896 a partir de la meitat nord-oriental de l'antiga província de Chungcheong. La capital de la província és Cheongju.
La província forma part de la regió de Hose, limita per l'oest amb la província de Chungcheong del Sud, pel nord amb Gyeonggi-do i Gangwon-do, pel sud amb Jeolla del Nord, i per l'est amb Gyeongsang del Nord.
És l'única província de Corea del Sud sense accés al mar. És un territori muntanyós, dominat per la serralada Noryeong al nord i la serralada Sobaek a l'est.